# 黄路生
黄路生（1965年1月—），男，江西上犹人，中国动物遗传育种学家，江西农业大学党委书记、教授，中国科学院院士。

## 生平
1965年生于江西赣州市上犹县。1984年获江西农业大学畜牧专业农学学士学位，1987年获生化遗传学硕士。1988至2000年先后在意大利都灵大学、俄罗斯莫斯科大学、俄罗斯农业科学院、乌克兰农业科学院、法国国家农业科学院、德国哥廷根大学、美国明尼苏达大学及英国剑桥大学学习和研究过。1995年获俄罗斯农科院生物学专业科学正博士学位，后回江西农业大学，1995年升任教授。2000年后先后任华中农业大学和江西农业大学动物遗传育种与繁殖学专业博士研究生导师。2001年7月成为江西农业大学副校长。2008年8月任校长。2017年3月转任党委书记。
2018年2月24日，当选为第十三届全国人大代表。

## 社会兼职
国际动物遗传学会会员、中国畜牧兽医学会动物遗传标记学分会副理事长、江西省畜牧兽医学会名誉理事长、江西省养猪专业委员会主任、江西省政协委员、江西省科协常委。

## 奖项和荣誉

### 奖项
- 全国五一劳动奖章（1998年）
- 中国青年科技奖（1998年）
- 国家科技进步二等奖（2005年）
- 国家技术发明奖二等奖（2011年）[6]

### 荣誉
- 江西省“十大杰出青年”（1997年）
- 德国洪堡学者（2005年）
- 中国科学院院士[7][8]
- 发展中国家科学院院士（2018年）[9]。

## 学术贡献
主持了中国地方种猪基因组DNA库的构建。该库的构建前后花了8年，涵盖24个省、市、区，68个品种，4100个个体，12700个克隆，促进了对种猪经济性状的深入研究。黄的团队鉴定了4个新基因：SCD基因（影响脂肪沉积）、PGK2基因（影响公猪精液量）、FUT1基因新位点（影响大肠杆菌F18抗性）、SPAM1基因新变异（影响精子活性），并据此发展了4种分子育种技术。这些技术与常规技术结合后推广，培育出60多个种猪核心群。
他创建的江西农业大学动物生物技术国家重点实验室是江西首个省级重点开放实验室。他主导构建了白色杜洛克与中国二花脸杂交的资源家系群体，并利用该家系群体完成了一系列遗传实验。黄路生等人发现催乳素基因的SNP位点与产仔数相关，单倍型ACC的产仔数最低，TTT最高。断奶前仔猪容易发生腹泻，中国的仔猪该病平均发病率接近50%，有较高死亡率。黄路生等人一直关注相应的抗病基因研究，希望能避免腹泻病造成的经济损失。他们通过对全基因组连锁定位、目的区域重组断点事件、远缘群体高通量SNP标记关联性的遗传分析，发现MUC13基因导致了仔猪容易发生ETECF4ac腹泻，并发现了新的分子标记，以较高的准确率来区分易感个体和抗性个体。因而，就能够发展新的分子育种技术改善仔猪的抗病性。